# Via Embratel
Via Embratel fue un operador de TV vía satélite, cuyo satélite es propiedad de Embratel, StarOne C2. Su sistema de transmisión se hace por DTH (Direct to Home) en banda K, y los canales están cifrados por el sistema de Nagravision 3. Su recepción es a través de una antena parabólica y un mini DVB-S2, y su autenticación de abonados se realiza mediante tarjeta de acceso condicional. En septiembre de 2010, alcanzó 893 265 abonados. Embratel también tiene participaciones en otro operador de televisión de pago por cable, NET, y con el fin de ampliar aún más su mercado y se ha extendido a la televisión por satélite.

## Cobertura
Via Embratel tiene operaciones en Brasil, ya que opera en el sector de la televisión vía satélite. Los canales que ofrece Vía Embratel están disponibles en el satélite StarOne C2 con la banda de frecuencias de la banda K.

## Historia
- 16 de diciembre de 2008: Embratel estrena el servicio de TV por suscripción Via Embratel.
- 4 de agosto de 2009: Via Embratel estrena la transmisión de TV Globo en su red para Río de Janeiro y São Paulo.
- 1 de septiembre de 2009: Via Embratel estrena la transmisión de Band y Terra Viva en su red.
- 22 de octubre de 2009: Via Embratel estrena la transmisión de los canales A&E, The History Channel, Warner Channel, E!, Sony, AXN, The Biography Channel y Animax en su red.
- 28 de noviembre de 2009: Via Embratel estrena la transmisión de TV Bahia en su red.
- 29 de noviembre de 2009: Via Embratel estrena la transmisión de SBT en su red.
- 7 de enero de 2010: Via Embratel estrena la transmisión de TV Globo en Belo Horizonte.
- 16 de enero de 2010: La radio Classic Hits ya no forma parte de la red de canales de Vía Embratel.
- 20 de enero de 2010: Via Embratel estrena la transmisión de TV Esporte Interativo en su red.
- 1 de febrero de 2010: Cambian de numeración en la red algunos canales. El canal ManagemenTV estrena en line-up de Via Embratel en lugar de canal Bloomberg, que dejó la red de canales de Via Embratel.
- 2 de febrero de 2010: Via Embratel estrena la transmisión de los 10 canaless Premium de HBO: HBO, HBO Plus, HBO 2, HBO Family, Cinemax, Max Prime, HBO Plus*e, HBO Family*e, Cinemax 2 y Max Prime*e en su red. Estrena también la transmisión de TV Globo Nordeste.
- 2 de marzo de 2010: Via Embratel estrena la transmisión de TV Record en su red.
- 5 de abril de 2010: La operadora Via Embratel estreno en se line up las radios Gaúcha y Atlântida del Grupo RBS, juntamente con la EPTV Campinas.
- 10 de mayo de 2010: Via Embratel estrena la transmisión de SBT en Minas Gerais.
- 11 de mayo de 2010: Via Embratel estrena la transmisión de RBS TV Porto Alegre en su red.
- 13 de mayo de 2010: Via Embratel estrena la transmisión de TV Tribuna Santos en su red.
- 18 de mayo de 2010: Via Embratel estrena el Canal Viva en sus paquetes.
- 2 de junio de 2010: Via Embratel lanza las transmisiones en alta definición de los canales Fox/NatGeo HD, Globosat HD, HBO HD, HD Theater, Max HD, Multishow HD, Telecine HD, Telecine Pipoca HD y TNT HD solo para Grande RJ e Grande SP.
- 1 de julio de 2010: Via Embratel estrena el Canal TruTV en sus paquetes, el canal ART Latino sale de red de canles de Via, y los canales ManagemenTV y I-Sat pasan a formar parte del Paquete Familia.
- 8 de julio de 2010: El Canal Via Embratel fue reformulado y ganó una nueva presentadora, Carla Fiorito.
- 12 de julio de 2010: Via Embratel estrena el canal Polishop TV en sus paquetes.
- 2 de septiembre de 2010: Via Embratel estrena el Canal Rural en sus paquetes.
- 22 de octubre de 2010: Via Embratel adiciona el canal Telecine Fun. Los canales Telecine Light, Telecine HD y Telecine Pipoca HD pasan a llamarse Telecine Touch, Telecine Premium HD e Telecine Pipoca Alta Definição, respectivamente. En ese día, también ocorre la alteración en la numeración de algunos canales.
- 23 de noviembre de 2010: Via Embratel adiciona el canal Interativo de PFC.
- 1 de diciembre de 2010: Via Embratel incluye los canales Universal Channel, Canal Brasil y Cinemax, junto con 4 nuevas radios (Radio Globo AM, Radio Globo FM, Multishow FM y CBN) y 12 canales de audio (Sucesso, Forró, Hip Hop, Axé, Rock Clássico, Gospel, Festa, MPB, Pagode, Samba de Raiz, Sertanejo y Disco). El canal LIV pasa a ser parte del paquete Essencial.
- 1 de febrero de 2011: Via Embratel libera la señal de SBT para Campinas y Santos.
- 2 de febrero de 2011: Via Embratel incluye una nueva afiliada de Rede Globo, la RPC TV de Curitiba.
- 14 de febrero de 2011: El paquete Multicultural deja de ser comercializado para nuevos clientes, mas los canales permanecen en line-up de la Via Embratel para que ya los firmara.
- 2 de marzo de 2011: Via Embratel estrena la transmisión de TV Liberal y TV Amazonas en su red.
- 3 de marzo de 2011: Via Embratel adiciona ESPN HD y Telecine Action en su paquete HD.
- 1 de abril de 2011: El canal Playhouse Disney pasa a llamarse Disney Junior.
- 4 de abril de 2011: Via Embratel incluye una nueva afiliada Rede Globo, TV Verdes Mares y la Radio Clube do Pará.
- 29 de abril de 2011: Via Embratel estrena Bem Simples en sus paquetes
- 2 de mayo de 2011: El canal Fashion TV Brasil pasa a llamarse Glitz* y Animax pasa a llamarse Sony Spin.
- 1 de diciembre de 2011: El canal Tooncast e SporTV3 entra en la formación a través de Embratel.
- 29 de febrero de 2012: Última emisión, Via Embratel cambia de nombre para Claro TV, en el mismo día, Via Embratel estrena el canal Warner HD en la programación.